# Ostoja Sobkowsko-Korytnicka
Ostoja Sobkowsko-Korytnicka este o arie protejată (sit de importanță comunitară — SCI) din Polonia întinsă pe o suprafață de 2.204,05 ha, integral pe uscat.

## Localizare
Centrul sitului Ostoja Sobkowsko-Korytnicka este situat la coordonatele 50°41′22″N 20°26′51″E / 50.6894°N 20.4474°E.

## Înființare
Situl Ostoja Sobkowsko-Korytnicka a fost declarat sit de importanță comunitară în octombrie 2009 pentru a proteja 14 specii de animale.

## Biodiversitate
Situată în ecoregiunea continentală, aria protejată conține 9 habitate naturale: Lacuri eutrofice naturale cu vegetație de tip Magnopotamion sau Hydrocharition, Râuri cu maluri nămoloase cu vegetație de Chenopodion rubri p.p. și Bidention p.p., Formațiuni de Juniperus communis pe lande sau pajiști calcaroase, Pajiști calcaroase din nisipuri xerice, Pajiști uscate seminaturale și facies de acoperire cu tufișuri pe substraturi calcaroase (Festuco-Brometalia) (* situri importante pentru orhidee), Pajiști cu Molinia pe soluri calcaroase, turboase sau argilos-nămoloase (Molinion caeruleae), Fânețe de joasă altitudine (Alopecurus pratensis, Sanguisorba officinalis), Păduri de stejar și carpen Galio-Carpinetum, Păduri aluvionare cu Alnus glutinosa și Fraxinus excelsior (Alno-Padion, Alnion incanae, Salicion albae).
La baza desemnării sitului se află mai multe specii protejate:
- amfibieni (2): buhai de baltă cu burta roșie (Bombina bombina), triton cu creastă (Triturus cristatus)
- mamifere (2): castor (Castor fiber), vidră de râu (Lutra lutra)
- nevertebrate (5): fluturele purpuriu (Lycaena dispar), Ophiogomphus cecilia, Unio crassus, Vertigo angustior, Vertigo moulinsiana
- pești (5): zvârluga (Cobitis taenia), zglăvoacă (Cottus gobio), Eudontomyzon mariae, țipar (Misgurnus fossilis), boarță (Rhodeus amarus)